# Henriette Riskær Steffensen
Henriette Riskær Steffensen (født 1908, død 2003) var uddannet cand.mag. i tysk og gymnastik og virkede igennem mange år som lærer ved Christianshavns Gymnasium. I sine sidste arbejdsår underviste hun ved Nathalie Zahles Gymnasium. Hun var gift med Steffen Steffensen (cand. mag i tysk og dansk).

## Morgengymnastik
I årene fra 1933 til 1976 - igennem 43 år - for Statsradiofonien særdeles populære gymnastikudsendelser for kvinder. Denne udsendelse blev sendt en time tidligere end Kaptajn Jespersen (J.P. Jespersen)
Hun skrev en række bøger om gymnastik og var i en årrække formand for Gymnastiklærerforeningen.